# Emmanuel Dennis
Emmanuel Bonaventure Dennis (* 15. November 1997 in Yola), auch bekannt als Emmanuel Bonaventure, ist ein nigerianischer Fußballspieler, der seit Sommer 2022 beim englischen Erstligisten Nottingham Forest unter Vertrag.

## Karriere

### Verein
Emmanuel Dennis wechselte im März 2016 aus der nigerianischen Accademia di Abuja in die Ukraine zum Erstligisten Sorja Luhansk. Sein Debüt in der ersten Mannschaft gab er am 24. Juli 2016 beim 3:0-Heimsieg gegen Olimpik Donezk, in dem er auch einen Treffer erzielte. In der gesamten Saison 2016/17 traf Dennis in 22 Ligaspielen sechsmal.
Am 30. Mai 2017 wechselte der Nigerianer für eine Ablösesumme in Höhe von 1,2 Millionen Euro zum belgischen Erstligisten FC Brügge, wo er einen Vierjahresvertrag unterzeichnete. Auch für seinen neuen Verein traf er bei seinem Debüt, als er beim 4:0-Auswärtssieg gegen den KSC Lokeren zwei Tore erzielen konnte. Am Ende der Saison 2017/18 hatte der Stürmer wettbewerbsübergreifend 12 Tore in 38 Spielen erzielt sowie fünf weitere vorbereitet und gewann mit dem Verein den belgischen Meistertitel. In der Spielzeit 2018/19 gelangen Dennis zehn Scorerpunkte in 32 Pflichtspielen, darüber hinaus wurde er mit Brügge belgischer Supercupsieger. Anfang September 2019 erhielt der Nigerianer eine Vertragsverlängerung bis Juni 2022. Am 1. Oktober 2019 erzielte er beim 2:2-Unentschieden gegen Real Madrid in der UEFA Champions League beide Tore seiner Mannschaft. In der infolge der COVID-19-Pandemie nach 29 Spieltagen abgebrochenen Saison 2019/20 gelangen ihm in 20 Ligaspielen fünf Tore und er gewann mit Brügge die belgische Meisterschaft. In der Division 1A 2020/21 kam Dennis zu neun Ligaeinsätzen, verpasste aber Spiele, da er in Absprache mit Club Brügge wegen einer familiären Angelegenheit nach Nigeria reiste.
Ende Januar 2021 wechselte Dennis auf Leihbasis zum 1. FC Köln, der ihn bis zum Saisonende 2020/21 verpflichtete. Sein einziges Pflichtspieltor erzielte er bei der Niederlage im DFB-Pokal gegen den SSV Jahn Regensburg. Zur Saison 2021/22 wechselte Dennis zum Aufsteiger FC Watford in die Premier League. In der höchsten englischen Spielklasse gelang dem Angreifer eine persönlich erfolgreiche Spielzeit. Mit zehn Toren wurde er bester Torschütze seines Vereins, der am Saisonende als Tabellenvorletzter wieder aus der Premier League abstieg.
Am 13. August 2022 gab der Erstliga-Aufsteiger Nottingham Forest die Verpflichtung des 24-Jährigen bekannt. Nach einem Jahr verließ er Nottingham per Leihe und wechselte in die Türkei zu Istanbul Başakşehir FK. Die Leihe wurde bereits im Januar 2024 vorzeitig beendet und Dennis kehrte leihweise zum FC Watford zurück.

### Nationalmannschaft
Am 10. September 2019 debütierte Dennis beim 2:2-Unentschieden in einem Freundschaftsspiel gegen die Ukraine für die A-Auswahl, als er in der 82. Spielminute für Samuel Chukwueze eingewechselt wurde.

## Erfolge
FC Brügge
- Belgischer Meister: 2018, 2019/20
- Belgischer Supercupsieger: 2018